# Gnathodracon dorsiplaga
Gnathodracon dorsiplaga – gatunek motyli z rodziny trociniarkowatych i podrodziny Tortricinae.
Gatunek ten opisany został po raz pierwszy w 2012 roku przez Józefa Razowskiego i Janusza Wojtusiaka na łamach „Acta Zoologica Cracoviensia”. Jako lokalizację typową wskazano Oban Hills w nigeryjskim stanie Cross River. Epitet gatunkowy oznacza po łacinie „ranna na grzbiecie” i nawiązuje do wzoru przedniego skrzydła.
Motyl osiągający około 20 mm rozpiętości skrzydeł. Głowa jest ciemnofioletowobrązowa. Tułów ma środek barwy głowy, a tegule żółtobrązowe. Skrzydło przednie jest najszersze za środkiem, z wypukłą krawędzią kostalną oraz aż poza środek prostym brzegiem zewnętrznym. Ubarwienie ma żółtobrązowe z delikatnym, drobnym, ciemniejszym kreskowaniem, brązowym przyciemnieniem części środkowej i grzbietowej oraz kremowym rozjaśnieniem wzdłuż brzegu kostalnego. Na tle tym występuje przepaska przedwierzchołkowa, brązowa poniżej środka brzegu zewnętrznego, bardziej żółta przy środku. Tylne skrzydło jest brązowawo ubarwione z jaśniejszą nasadą. Strzępiny skrzydeł przednich są rdzawe, ku tyłowi z wmieszaną żółcienią, skrzydeł tylnych zaś brązowawe. Genitalia samicy mają szeroką brodawkę odbytową, bardzo wąskie gonapofizy, przewód torebki kopulacyjnej z wydłużonym sklerytem w części tylnej, a samą torebkę zaopatrzoną w płaskie, ostrzowate znamię. Sterygma tworzy wąski, grubiejący ku tyłowi skleryt wokół otworu torebki kopulacyjnej.
Gatunek afrotropikalny, znany tylko z Nigerii.